# ГЕС Іффецгайм
ГЕС Іффецгайм — гідроелектростанція на Верхньому Рейні. Становить нижній ступінь рейнського каскаду, знаходячись після ГЕС Гамбсайм. Разом з останньою є частиною спільного франко-німецького проєкту з освоєння гідроресурсів річки нижче від Страсбурга.
У місці спорудження гідрокомплексу ліву протоку Рейну, прилеглу до французького берега, перекрили допоміжною греблею із шести водопропускних шлюзів. У центральній протоці звели машинний зал руслового типу, а в правій — два судноплавні шлюзи.
Основне обладнання станції, введеної в експлуатацію у 1977 році, первісно становили чотири бульбові турбіни загальною потужністю 108 МВт, які при напорі у 11,75 метра забезпечували виробництво 740 млн кВт·год електроенергії на рік.
У 2009-му розпочали та за чотири роки завершили проєкт із підсилення ГЕС п'ятою турбіною такого ж типу потужністю 38 МВт, яка повинна виробляти 122 млн кВт·год на рік.